# Yuzuki Ito
Yuzuki Ito (伊藤 優津樹 Ito Yuzuki?), född 7 april 1974 i Shizuoka prefektur, är en japansk före detta fotbollsspelare.
Ito började sin karriär 1993 i Shimizu S-Pulse. 1998 flyttade han till Kawasaki Frontale. 2000 blev han utlånad till Consadole Sapporo. Han gick tillbaka till Kawasaki Frontale 2002. Han avslutade karriären 2004.